# Доллежаль Микола Антонович
Микола Антонович Доллежаль (нар. 27 жовтня 1899, Омельник (нині Запорізька область,) — пом. 20 листопада 2000, Москва, Росія) — радянський учений-енергетик, конструктор ядерних реакторів, професор. Академік АН СРСР (1962; член-кореспондент 1953). Двічі Герой Соціалістичної Праці (1949, 1984). Лауреат трьох Сталінських (1949, 1952, 1953), Ленінської (1957) і двох Державних премій СРСР (1970, 1976).
Автор праць з ядерної енергетики, теплових установок, компресорів. Розробив теорію автоматичних клапанів поршневого компресора. Головний конструктор реактора першої в світі атомної електростанції.

## Життєпис
Народився 27 жовтня 1899 року в родині земського інженера-шляховика Антона Фердинандовича Доллежаля (чеха за походженням) в селі Омельник (нині Запорізька область, Україна). З 1913 року жив у Подольську, де навчався в реальному училищі (пізніше отримав ім'я Доллежаля).
В 1917 році вступив до МВТУ і в 1923 році закінчив його за спеціальністю інженера-механіка. У 1925—1930 роках працював у проєктних організаціях.
У 1929 році стажувався в Європі (в Німеччині, Чехословаччині, Австрії). Незабаром після повернення, у жовтні 1930 року був заарештований органами ОДПУ СРСР і перебував півтора року в тюрмі під слідством. Звинувачували у зв'язках з «шкідниками», заарештованих у справі «Промпартії». У січні 1932 року звільнений без пред'явлення звинувачення.
Працював в одній з перших радянських «контор»: з січня 1932 по жовтень 1933 років в особливому конструкторському бюро № 8 технічного відділу ОДПУ заступником головного інженера.
Після перейшов до «Гіпроазотмаш» (Ленінград) технічним директором (заступником директора з наукової частини). В той же час був призначений завідувачем кафедри хімічного машинобудування в Ленінградському політехнічному інституті.
У жовтні 1934 року переведений на роботу до «Хіммаштрест» у Харків головним інженером і заступником керуючого. У квітні 1935 року призначений членом Технічної ради при Наркоматі важкої промисловості, в листопаді того ж року — головним інженером заводу «Більшовик» (Київ), звідки в червні 1938 року переведений до «Главхіммаш» (Москва) заступником головного інженера.
У грудні 1938 року перейшов на роботу в науково-дослідний інститут «ВИГМ», де пропрацював до липня 1941 року. З цього часу по вересень 1942 року — головний інженер Уральського заводу важкого машинобудування (Свердловськ).

## Атомний проєкт
В 1943 році очолив НДІ хімічного машинобудування. З 1946 року Микола Доллежаль і його НДІ були залучені до радянського атомного проєкту, проєктуючи перші промислові ядерні реактори для виробництва збройового плутонію («агрегати А», «АІ») — водографітові установки з вертикальним розташуванням графітових колон та каналів водяного охолодження. Після успішних випробувань атомної бомби влітку 1949 року приступив до розробки енергетичних реакторів для корабельних установок. У 1954 році під керівництвом Доллежаля був розроблений перший проєкт реакторної установки для підводних човнів, водо-водяної схеми. У тому ж році вступила в дію перша в світі АЕС в Обнінську, серцем якої був «агрегат АМ» — перший в СРСР канальний ядерний реактор (водографітової схеми).
У 1952 році Доллежаль очолив «Спеціальний інститут», він же НДІ-8 (нинішній НДІКІЕТ), створений для конструювання реакторів всіх типів, і керував ним 34 роки. Інститут Доллежаля проєктував реактори всіх основних типів — енергетичні, промислові, дослідні. У 1958 році був пущений в експлуатацію двозначний реактор ЕІ-2 (Сибірська АЕС) — він виробляв енергію в промислових масштабах і збройовий плутоній. В 1964, 1967 роках пущені реактори серії АМБ Бєлоярській АЕС — першої великої АЕС в радянській енергетиці. Згодом інститут Доллежаля та інститут Курчатова спільно створили двоцільові (пізніше чисто енергетичні) реактори РБМК.
У 1961 році Доллежаль створив «ядерну» кафедру «Енергетичні машини і установки» в МВТУ і керував нею 25 років.

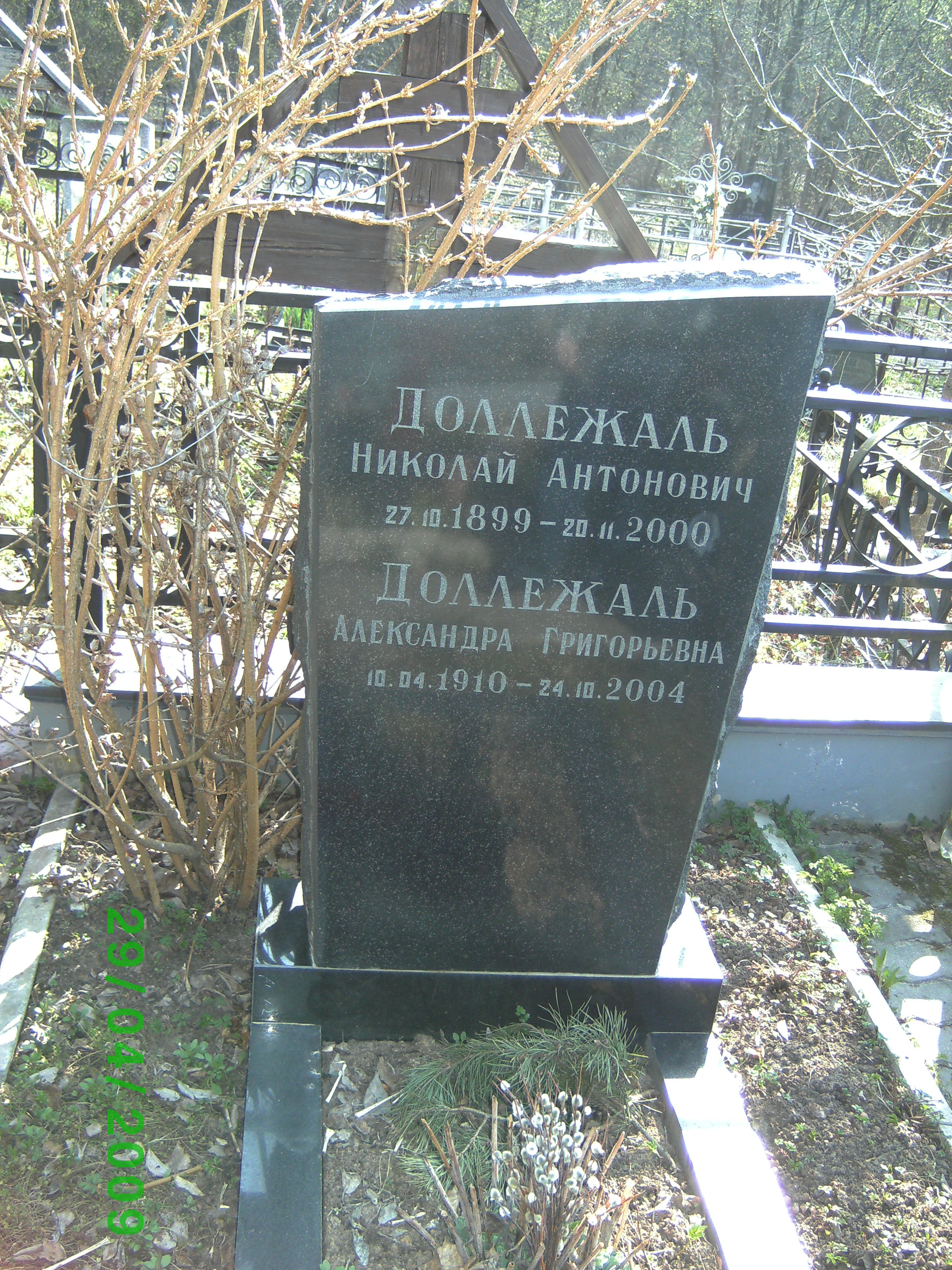
Могила Миколи та Олександри Доллежалів

Микола Доллежаль помер 20 листопада 2000 року. Похований на кладовищі села Козіно Одинцовського района Московської області.

## Нагороди
- Сталінська премія (1949)
- Сталінська премія другого ступеня (1952) — за розробку конструкції та освоєння виробництва потужних компресорів високого тиску
- Сталінська премія (1953)
- Ленінська премія (1957) — за створення Обнінської АЕС[10][11]
- Державна премія СРСР (1970) — за створення Білоярської АЕС імені І. В. Курчатова
- Державна премія СРСР (1976)
- двічі Герой Соціалістичної Праці (1949, 1984)
- шість орденів Леніна
- Орден Жовтневої Революції
- Орден Трудового Червоного Прапора
- Орден Червоної Зірки
- Орден «За заслуги перед Вітчизною» II ступеня (1999) — За заслуги перед державою, видатний внесок у розвиток атомної промисловості та у зв'язку зі 100-річчям з дня народження[12]
- Золота медаль імені В. В. Курчатова Російської академії наук (2000).

## Чорнобильська АЕС
Фахівець у галузі ядерної енергетики Борис Григорович Дубовський вважав, що Доллежаль особисто є справжнім винуватцем аварії на ЧАЕС і активно публікував свою думку в пресі.
У доповіді МАГАТЕ про аварії на ЧАЕС ім'я Миколи Доллежаля не згадується.

## Пам'ять
- Ім'я присвоєно Науково-дослідному і конструкторському інституту енерготехніки.
- У вересні 2018 року в Красносільськом районі Москви перед будівлею інституту НДІКІЕТ імені М. А. Доллежаля була утворена площа, яка отримала ім'я Доллежаля[14], а 30 жовтня 2019 року на площі було відкрито погруддя вченого[15].
- Ім'я Миколи Доллежаля у 2010 році отримала вулиця в Подольську в мікрорайоні «Коники»[16].
- Ім'я Миколи Доллежаля отримав ліцей № 1 Подільського (колишнє реальне училище), де до 1917 року навчався Доллежаль[17]
- Премія Мінатома Росії імені Миколи Доллежаля[18].